# Etli de Samos
Etli (grec antic: Ἀέθλιος, llatí: Aethlius) fou un historiador grec originari de l'illa de Samos que va escriure una obra anomenada Annals de Samos (Ὧροι Σάμιοι), el cinquè llibre del qual és esmentat per Ateneu de Nàucratis, el qual expressa dubtes sobre l'originalitat de la seva obra. També fan referència a Etli Climent d'Alexandria, Eustaci de Tessalònica i l'Etymologicum Magnum, que li dona el nom d'Atli (grec antic: Ἆθλιος). Es desconeix quan va viure, però sembla que fou en el segle iv aC o v aC.

## Edicions recents
- Fowler, R.L.. Early Greek Mythography. Volume 2. Commentary.  Oxford, 2013.
- D'Hautcourt, A. «Aethlios of Samos (536)». A: Ian Worthington. Brill's New Jacoby. DOI http://dx.doi.org/10.1163/1873-5363_bnj_a536.
- Champion, C. B.. «Aethlios of Samos (FGrH 536)». A: The Encyclopedia of Ancient History 1, 2015. DOI 10.1002/9781444338386.wbeah26154.